# Уикенд на мъртъвци
„Уикенд на мъртъвци“ (на македонска литературна норма: „Викенд на мртовци“) е игрален филм от Република Македония от 1988 година, комедия на режисьора Коле Ангеловски по сценарий на Миле Попоски.
Главните роли се изпълняват от Благой Чоревски, Димче Мешковски, Гоце Тодоровски, Георги Йолевски, Владимир Ангеловски. Поддържащите роли се изпълняват от Бата Живойнович, Диме Илиев, Игор Джамбазов, Йовица Михайловски, Катерина Коцевска, Лиляна Йовановска, Марин Бабич, Младен Кръстевски, Томе Моловски.

## Сюжет
Сюжетът на филма се развива около една абсурдна ситуация, която започва в болница в Скопие. Поради немарливост в болницата заменят двама мъртъвци и семействата им получават чужд труп. Всяко от семействата започва да търси мъртвеца, когото познават. Единият от главните герои е Тасе Стопаревски от Прилеп, чиято жена Ката умира в болница в Скопие. На погребението на Ката се разбира, че трупът, който са получили от болницата, е чужд. Тасе отива да се разправя в болницата и научава, че по погрешка трупът на жена му е изпратен в Охрид. Филмът разказва за серия абсурдни обрати, в които двете семейства се опитват да си разменят труповете, които са получили от болницата.

## Награди
- 1988 Филмов фестивал, Голубац, Първа награда „Златна Рибка“ за режисура на Коле Ангеловски
- 1988 Филмов фестивал, Голубац, Трета награда от публиката[1]